# 300. vojaškoobveščevalna brigada (ZDA)
300. vojaškoobveščevalna brigada (izvirno angleško 300th Military Intelligence Brigade) je vojaškoobveščevalna brigada Kopenske vojske Združenih držav Amerike.